# Flaga Bonaire
Flaga Bonaire została oficjalnie przyjęta 15 grudnia 1981.
Czerwona gwiazda symbolizuje Bonaire, zaś jej sześć ramion sześć znajdujących się na wyspie gmin. Otaczający gwiazdę czarny pierścień jest symbolem kompasu.
Żółty pas symbolizuje słońce, zaś niebieski morze. Barwa biała jest symbolem nieba i wierności koronie holenderskiej.